# 섬머린 스플래쉬
섬머린 스플래쉬(Submarine Splash)는 대한민국 경상북도 경주시 천군동에 위치한 경주월드에 있는 어트랙션이다. 현재 경주월드에서 파에톤, 드라켄과 함께 가장 유명한 어트랙션이기도 하다.
2012년 6월에 개장한 한국 최초의 빅 스플래쉬 보트. 코스 자체는 단순히 상승 후 하강밖에 없는 짧은 코스지만, 그럼에도 이게 꾸준히 사랑받는 이유는 32m의 높이에서 빠른 속도로 보트가 하강하면서 어마어마한 양의 물튀김이 쏟아져 나오기 때문. 그 물튀김의 양은 일반적인 놀이공원의 플룸라이드는 아예 분무기로 느껴질 정도로 엄청나다. 그만큼 물이 어마어마하게 튀기 때문에 신발에 비닐을 씌우고 우의로 꽁꽁 싸매도 무조건 젖는다. 그리고 이 어트랙션의 또다른 재미라면 트랙 위에 있는 다리에서 보트가 하강할 때 오게 될 물보라를 직접 맞을 수 있단 것. 바로 앞보단 하차 후 대피소까지의 물튀김이 가랑비와 집중호우급으로 차이가 심하다. 상부지 자체가 어뮤즈먼트 내에 있으므로 어뮤즈먼트의 시설로 표기하지만, 하계 시즌인 6월 말부턴 캘리포니아 비치에서만 이용할 수 있다. 그리고 당연히 겨울엔 물이 얼어서 운영하지 않는다.